# Movimento Brasil Livre

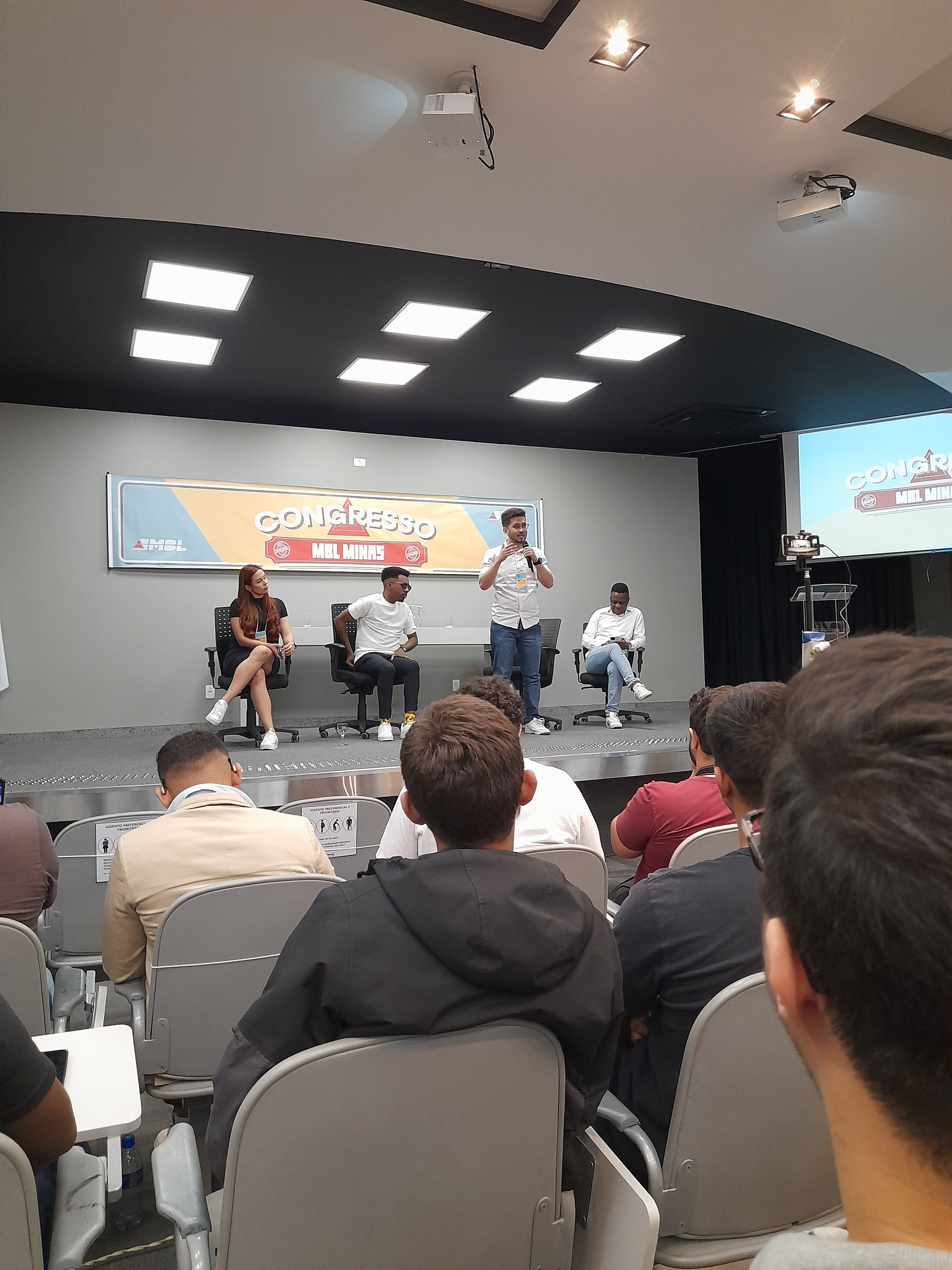
Kim Kataguiri und Guto Zacarias

Logo der Bewegung

Der Movimento Brasil Livre (MBL) ist eine soziale Bewegung in Brasilien mit Sitz in São Paulo. Die Gruppierung wird von dem Aktivisten Kim Kataguiri angeführt und kämpft für die Einführung einer liberalen Wirtschaftspolitik.
Die Gruppierung wurde 2014 nach dem Bekanntwerden eines schweren Korruptionsskandals in Wirtschaft und Regierung (Operation Lava Jato) gegründet und erhielt vor allem 2015 landesweite Aufmerksamkeit, nachdem sie die erfolgreichsten Proteste der jüngeren Geschichte durchführten. Die drei Protestwellen am 15. März, 12. April und 16. August 2015 richteten sich in erster Linie gegen Korruption in der Regierung, forderten jedoch seit dem 16. August 2015 auch die (schließlich 2016 erfolgte) Amtsenthebung der Präsidentin Dilma Rousseff, was einer Umfrage zufolge von 66 Prozent der Bevölkerung befürwortet wurde.
Die Bewegung sieht Wettbewerb und freie Marktwirtschaft als Lösungen für die Probleme der Wirtschaft. Ihre fünf Ziele sind die Verwirklichung der Pressefreiheit, der Wirtschaftsfreiheit, Gewaltenteilung, freie und gerechte Wahlen und ein Ende der direkten und indirekten Finanzierung von Diktaturen.